# 0364

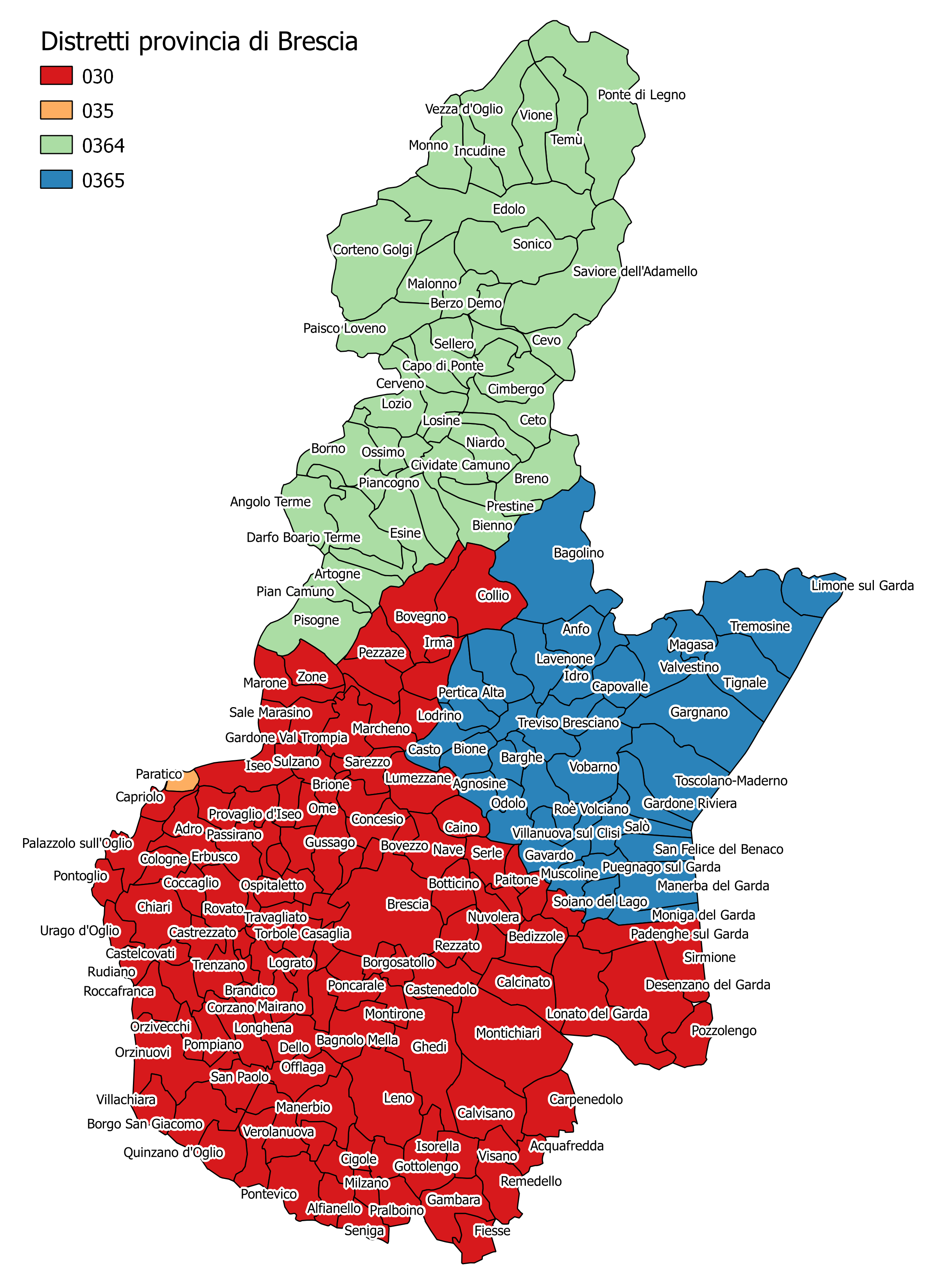
Mappa dei prefissi telefonici nella provincia di Brescia

0364 è il prefisso telefonico del distretto di Breno, appartenente al compartimento di Milano.
Il distretto comprende la parte settentrionale della provincia di Brescia e corrisponde grosso modo alla Val Camonica. Confina con i distretti di Sondrio (0342) a nord, di Cles (0463) a nord-est, di Tione di Trento (0465) a est, di Salò (0365) a sud-est, di Brescia (030) a sud, di Bergamo (035) e di Clusone (0346) a ovest.

## Aree locali e comuni
Il distretto di Breno comprende 42 comuni compresi nelle 3 aree locali di Breno, Darfo Boario Terme (ex settori di Darfo Boario Terme e Pisogne) ed Edolo (ex settori di Cedegolo, Edolo e Ponte di Legno). I comuni compresi nel distretto sono: Angolo Terme, Artogne, Berzo Demo, Berzo Inferiore, Bienno, Borno, Braone, Breno, Capo di Ponte, Cedegolo, Cerveno, Ceto, Cevo, Cimbergo, Cividate Camuno, Corteno Golgi, Darfo Boario Terme, Edolo, Esine, Gianico, Incudine, Losine, Lozio, Malegno, Malonno, Monno, Niardo, Ono San Pietro, Ossimo, Paisco Loveno, Paspardo, Pian Camuno, Piancogno, Pisogne, Ponte di Legno, Prestine, Saviore dell'Adamello, Sellero, Sonico, Temù, Vezza d'Oglio e Vione.